# آنا ماريا أونيل
آنا ماريا أونيل (بالإنجليزية: Ana María O'Neill)‏ هي كاتِبة أمريكية، ولدت في 7 مارس 1894 في Aguadilla, Puerto Rico ‏ في الولايات المتحدة، وتوفيت في 30 مايو 1981.